# Jevgenij Leopoldovič Nedzelskij
Jevgenij Leopoldovič Nedzelskij (3. listopadu 1894 Ivanovce u Čorného Chutoru, Ukrajina – 27. května 1961, Praha) byl překladatel české literatury do ruštiny.

## Život
Studoval v Petrohradě, Moskvě, dokončil studium v Praze. V Praze začal studovat slovanské literatury, speciálně českou, a jako druhý předmět k doktorátu dějiny umění. Téma pro doktorát  „Pohřební žalozpěvy Slovanů“ převzal od prof. Máchala.
V roce 1925 se oženil s Helenou Hrabarovou, která vystudovala Karlovu univerzitu v roce 1932 jako odborná zubní lékařka. V roce 1947 obdržel od generála Svobody za činnost za války na Podkarpatské Rusi  odznak Československý partyzán. Do roku 1944 žil v Užhorodě na Podkarpatské Rusi, kde byl redaktorem ruských novin „Karpatoruskij Golos“. Z Užhorodu se přestěhoval přes Košice, kde vyučoval ruštinu na Obchodní akademii, do Prahy, kde vyučoval ruštinu na Reálném gymnáziu v Ječné ulici, a to do roku 1947, kdy byl na hodinu propuštěn za nepodepsání komunistického manifestu. Pak přešel do vydavatelské sekce Ekzarchátu Pravoslavné Moskevské Patriarchie, kde redigoval od roku 1947 do roku 1958 pět žurnálů ve třech jazycích a vydal 37 knih i v církevněslovanském jazyce, prostřednictvím fototypie.
V zaměstnání působil jako historik rusínské literatury, překladatel české literatury do ruštiny, novinář, básník, folklorista. Publikoval i pod pseudonymy I. Sredin, S. Lošak, P. Ivašina, Jurij Vir, I. Hoverla, V. Turij, A. Izvorin, E. N., Patriot, Zavějchvost.
Zemřel v Praze v roce 1961 po dlouhé nemoci.

## Dílo
Vydal významné studie rusínské literatury „Očerk karpatoruskoj literatury“, „Nakanuně“, „Literaturnyj almanach“, divadla „Ugro-ruskij teatr“ a výtvarného umění „Sovčasnyje rusjnskije chudožniki“ Po roce 1945 vydal v Prešově ve vydavatelství překlady do ruštiny: Janko Jesenski „Iz českoj lyriki“.
Ve vydavatelství RNG byl vydán překlad K.H.Máchy „Máj“ s úvodním článkem. Kruh přátel Podkarpatské Rusi v Brně, který vydával měsíčník „Podkarpatoruské revue“ (Jar. Zatloukal), vydal k jubileu T.G. Masaryka jeho práci „T.G. Masaryk v podkarpatoruském zpěvu a básnictví“, části které přetiskla v ruštině „Centraľnaja Ěvropa“. V roce 1930 byly poprvé v ruštině vydány „Izbrannyje Rasskazy“ Jana Nerudy s jeho úvodem. Tyto povídky byly okamžitě rozebrány, jen v Berlíně bylo prodáno 200 exemplářů.
Sborníky rusínského folkloru : „Pochorony i pričitanija v Podkarpaťju“ „Iz ust naroda“.
V díle z roku 1928 „ Iz češskoj liriki“ v úvodu s popisem o české poezii jsou překlady básníků : Jan Kollár: „Iz poemy Doč Slávy“, Karel Hynek Mácha: „Iz poemy Máj“ (později byl v Praze vydán kompletní překlad), Karel Havlíček Borovský „Epigrammy“, Vítězslav Hálek z písní „V přírodě“: „Ja vižu laň“ a „Les rozvjazal zvonki“. Z  „Večerních písní“ : „Staň na koleni“ a „ V daľ otjezžajet“. Adolf Hejduk: „Smerť Břetislava“ a „Brakonjer“, Jan Neruda: „V zemle čaši“, „Gorskaja ballada“ „Iz kosmičeskich pesen“, „Posledňaja ballada“, „Posledňaja ballada“. Svatopluk Čech: „ Orel Balkana“, „Iz knigi Pesni raba“, „Bratstvo“, „Krest nad mogiloj“. Jaroslav Vrchlický: „Gazela na Pragu“, „Jan Hus“, Pesň v tišině“, „Za krochoj ľubvi“ Julius Zeyer: „Mať“. Josef Svatopluk Machar: „Na pamjať“, „Tristia Vindobona“, „Solus sibi“. Antonín Sova: „Buduščeje“, „V pustotě polěj“. Otokar Březina: „Letnij solncevorot“, „Vozvraščenije“, „Priroda“ , „Legenda tajnoj viny“. Petr Bezruč: „70.000“. Stanislav Kostka Neumann: „Makovyj buket“. Viktor Dyk: „Češskaja kolybeľnaja“, Fráňa Šrámek: „Strannoje poseščenije“ Otakar Ter: „O vinogradnyj sbor“, „Fevraľskij deň“ Miroslav Rutte: „Poet“, „Million“ Otakar Fišer: „Troil“, „Perstenek“, „Novyj god“ Petr Křička: „Děvuška iz predměstija“, „Jesli strogij vzgľad“ Rudolf Medek: „Pustyňa“, „Nad bezdnami mira“ František Kubka: „ Velikaja slavjanskaja zemľa roždala“, „Při otplyťji“ Jaroslav Seifert: „Marseľ“ Jiří Wolker: „Boľnaja vozljublennaja“, „Doroga k oseni“, „Proč, poet“, „Rošča“.
Tato díla byla rovněž vydána v časopise „Centraľnaja Evropa“ a v jiných tehdejších časopisech.